# Christoph Gotthelf König
Christoph Gotthelf König (* 27. November 1765 in Schwarzbach bei Königsfeld; † 5. Dezember 1832 in Meißen) war ein deutscher Pädagoge.

## Leben
Christoph Gotthelf König studierte an der Universität Leipzig Theologie und Philologie und erwarb dort seinen Magister.
Von 1790 bis 1795 war er Kandidat der Theologie in Chemnitz und leitete die Schola collecta; einer Gruppe junger Männer gegenüber vermittelte er zudem seine Kenntnisse in alten Sprachen.
Ende 1795 wurde er als Konrektor an das Lyzeum nach Annaberg berufen und fand die Schule in einem desolaten Zustand vor, so unterrichtete er in der Jahrgangsstufe Secunda bei seinem Eintreffen lediglich drei Schüler. Im Laufe der Zeit gelang es ihm, den Zustand der Schule zu verbessern und die Schülerzahl wieder zu erhöhen.
1800 erhielt er die Stelle des Tertius an der Fürstenschule Meißen und trat dort mit seiner Rede De causis infrequentiorum hac nostra aetate scholarum publicarum an; 1804 wurde er Konrektor und 1800 dritter Lehrer. 
Das Lehrerkollegium erarbeitete 1811/1812 mit dem Inspektor der Schule, Freiherrn Dietrich von Miltitz, eine neue Schulordnung. Die Klassenzusammensetzung sollte für jede Unterrichtsstunde unterschiedlich sein, ein Vorläufer des modernen Kurssystems für Gymnasien. Außerdem wurden die ersten regelmäßigen Ferien an der Fürstenschule eingeführt. Nachdem die Fürstenschule 1812 diese neue Organisation erhalten hatte, wurde Christoph Gotthelf König der Vertreter des Rektors Karl Heinrich Tzschucke (1746–1813) und folgte diesem bereits 1813 in seinem Amt.
1812 erhielt sein ehemaliger Schüler Johann Gottlieb Kreyßig von der Schola collecta in Chemnitz die zweite Professur an der Fürstenschule, mit dem er nun gemeinsam die Schule auf den neuen Weg bringen wollte. Neben dem Lateinischen wurden nun noch die Sprachen Griechisch, Deutsch und Französisch und die Mathematik intensiver vermittelt, allerdings gelang es ihm nicht, die Defizite in der Disziplin zu beheben. Dazu gelang es ihm nicht, sich mit den anderen Lehrern in der Beurteilung der Schüler abzustimmen; die unter den Professoren wirkenden Nebenlehrer, die seit der neuen Organisation dazugekommen  waren, äußerten ihre Unzufriedenheit und waren bestrebt, die Schule wieder zu verlassen. Dies führte in der Konsequenz dazu, dass Christoph Gotthelf König 1827 von seinem Amt als Rektor zurücktrat, aber als erster Lehrer bis zu seinem Tod noch an der Schule verblieb; die provisorische Leitung der Schule, bis zum Eintreffen des nächsten Rektors, lag bei Johann Gottlieb Kreyßig.
Als Philologe gab er einige Schriften heraus.
Christoph Gotthelf König war verheiratet.

## Schriften (Auswahl)
- Deprecationsrede gehalten in dem obern Auditorio auf der Schule zu Chemnitz: Sonnabends den 23. August, 1783 und auf Verlangen derer obern Classen in Druck gegeben. Chemnitz, 1783.
- Ad locum epist. Pauli ad Hebraeos c. V, 1–8: commentatio. Chemnici, 1790.
- De montibus urbium antiquissimarum aedibus commentatio, quam inter sacra urbis Annaemontanae saccularia solemni ritu celebrata. Annabergae Hasper 1796.
- De sensu antiquitatis, SS. Literarum interpreti maxime necessario. Misenae, 1812.
- De studio imitandorum antiquitatis scriptorum sapienter regundo. Misen, 1813.
- De antiquioribus scriptorum Graecorum versionibus latinis. Misenae, 1816.
- De diis Graecorum atque Romanorum averruncis commentatio. Misenae Klinkicht 1817.
- Memoriam saecularem sacrorum ante hos trecentos annos a Luthero viro immortali instauratorum in Schola Regia Afrana Cal. Novembr. A. MDCCCXVII. solemni ritu celebrandam: quantum ad publicus literarum scholas rectius constituendas voluerit sacrorum emendatio. Misnae: Klinkicht, 1817.
- Sacra semisaecularia imperii regis augustissimi atque potentissimi Friderici Augusti patriae patris optimi in schola regia afrana a. d. 15. septmbr. 1818 celebranda. Misenae: Kleinkicht, 1818.
- De ellipsi historica. Misenae, 1820.
- De Platonis apologia Socratis. Misenae: Klinkicht, 1822.
- Die Afraner-Stiftung, gefeiert in der Königlichen Landschule zu Meissen am 3. July 1822. Meißen 1822.
- De romanorum in Graecos criminationibus. Misenae: Klinkicht, 1823.
- Memoriam anniversariam dedicatae ante hos 283. annos scholae regiae Afranae. Meißen 1826.
- Opuscula Latina. Meißen 1834.